# Kückelheim (Eslohe)
Kückelheim ist ein Ortsteil der Gemeinde Eslohe (Sauerland) im nordrhein-westfälischen Hochsauerlandkreis.

## Geographie
Die Ortschaft liegt etwa 4 km südwestlich von Eslohe im Naturpark Sauerland-Rothaargebirge. Nachbarortschaften sind Bockheim, Dormecke, In der Marpe und Niedermarpe. Durch Kückelheim führt die Landesstraße 880. Mitte 2023 hatte der Ort 356 Einwohner.

## Geschichte
Kückelheim wurde im Jahr 1403 erstmals erwähnt. Frühe Anhaltspunkte über die Größe des Ortes ergeben sich aus einem Schatzungsregister (diente der Erhebung von Steuern) für das Jahr 1543. Demnach gab es in „Kuickelheimb“ 9 Schatzungspflichtige (die weitaus höchste Abgabepflicht entfiel auf Thonis Veltmann, Thonis Kracht und Hanß Rüttgers); die Zahl dürfte mit den damals vorhandenen Höfen bzw. Häusern übereingestimmt haben.
Die Alte Schmiede im Ort wurde 1863 erbaut und im Jahr 2002 originalgetreu restauriert. Am 16. Januar 1911 ging die Bahnstrecke Finnentrop–Wennemen in Betrieb. Der Ort bekam mit dem Bau der Strecke einen Bahnhof. Im Oktober 1924 wurde das Vereinshaus der 1922 gegründeten Schützenbruderschaft St. Hubertus fertiggestellt. Nach dem Zweiten Weltkrieg ging der Schienenverkehr zurück. Der letzte Personenzug von Finnentrop nach Wennemen fuhr am 21. Mai 1966. Der Betrieb der Strecke wurde vier Monate später eingestellt. 
Durch das Sauerland/Paderborn-Gesetz wurde Kückelheim am 1. Januar 1975 ein Ortsteil der erweiterten Gemeinde Eslohe. Anfang 1976 wurden die Schienen zwischen Serkenrode und Eslohe abgebaut. Der 689 m lange Kückelheimer Tunnel wurde danach zugemauert. 1995 entstand auf der alten Trasse ein Bahnradweg: Der heutige SauerlandRadring führt wieder durch den neu eröffneten Kückelheimer Tunnel. Anlässlich des 600. Geburtstags des Ortes wurde 2003 ein dorfeigenes Wappen erstellt.

## Religion

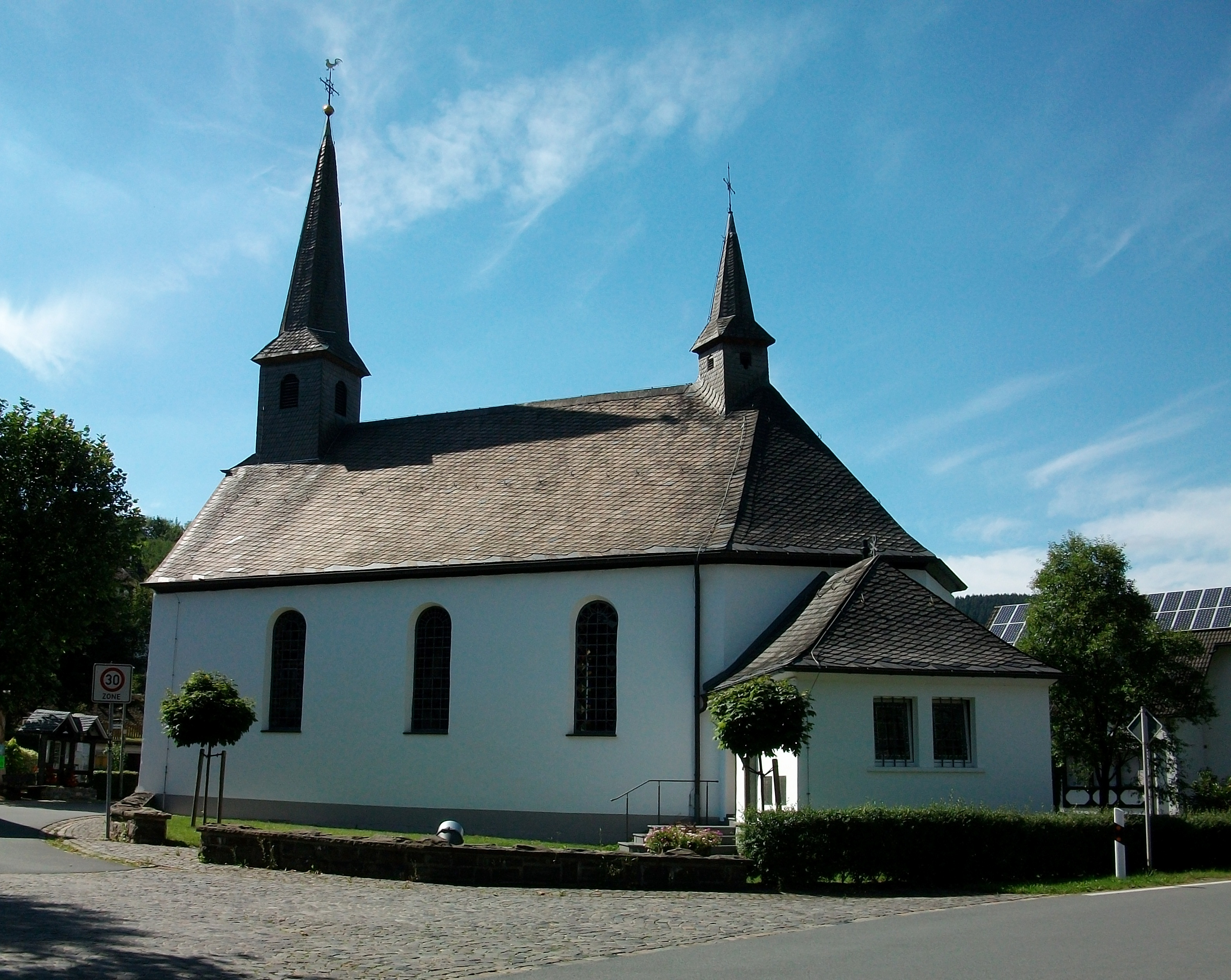
St.-Hubertus-Kirche

Im Ort steht die St.-Hubertus-Kirche.